# Карпентьери, Ренато
Ренато Карпентьери (итал. Renato Carpentieri; 2 апреля 1943, Савиньяно-Ирпино, Авеллино, Италия) — итальянский актер театра и кино, театральный режиссер.

## Биография
Ренато Карпентьери родился 2 апреля 1943 в Савиньяно-Ирпино, что в провинции Авеллино, Италия. После учебы на архитектора в Неаполе, с 1965 по 1974 год Карпентьери работал организатором и театрально-кинематографическим промоутером группы «Новая культура» (итал. Nuova Cultura). В 1975 году он был соучредителем сценической компании Teatro dei Mutamenti, в котором он активно работал до 1980 года как режиссер, актер и драматург.
Дебют Ренато Карпентьери в кино состоялся в 1990-х годах, почти в пятьдесят лет, ролью в фильме «Открытые двери» Джанни Амелио. С того времени он сыграл роли почти в 70-ти кино - телефильмах и телесериалах, снявшись в фильмах таких режиссеров, как Джанни Амелио, Нанни Моретти, Габриэле Сальваторес Паоло и Витторио Тавиани и Марио Мартоне.
В 1993 году Карпентьери получил премию «Серебряная лента» Итальянского национального синдиката киножурналистов как лучший актер за роль в фильме Габриэле Сальватореса «Пуэрто Эскондидо».
В 2017 году Ренато Карпентьери сыграл роль пожилого адвоката Лоренцо в драме Джанни Амелио «Нежность», за которую отмечен как лучший актер рядом итальянских профессиональных кинонаград, в частности национальной кинопремией «Давид ди Донателло».
С 1995 года Карпентьери является художественным руководителем неаполитанского сценической компании «Libera Scena Ensemble».